# Операція Білосніжка
Операція Білосніжка  - кодове ім'я кримінальної конспіративної операції проведеної  Церквою Саєнтології протягом 1970-х років з метою знищення компрометуючих матеріалів про  Саєнтологію та її лідера та засновника  Рона Габбарда. Операція включала серію  інфільтрацій та крадіжок зі 136 державних установ, закордонних посольств та консульств та приватних організацій, критичних до Саєнтології. Проект був проведений членами Церкви Саєнтології у більше ніж 30 країнах . Це була найбільша в історії уряду Сполучених Штатів  інфільтрація  за участі 5,000 секретних агентів.